# Pseudohemiodon
Pseudohemiodon (Псевдогеміодон) — типовий рід групи Pseudohemiodon з триби Loricariini з підродини Loricariinae родини Лорікарієві ряду сомоподібні. Має 7 видів. Наукова назва походить від грецьких слів false, тобто «несправжній», і hemi — «навпіл», та odous — «зуб».

## Опис
Загальна довжина представників роду коливається від 9,2 до 29,8 см. Зовнішні схожі на сомів з роду Лорікарія. Голова широка, сильно сплощена зверху, морда звужена, на кінці округла. Очі невеличкі. Рот являє собою присоску у вигляді торби. Тулуб стрункий, звужується у хвостовій частині. Хвостове стебло тонке. Спинний плавець переважно низький, подовжений. Грудні плавці невеликі, широкі. Черевні плавці з трохи розгалуженими променями, поступаються розмірами грудним плавцям. Хвостовий плавець невеличкий, широкий.
Забарвлення сіре, піщане з дрібними цяточками чорного кольору. Черево має біле забарвлення.

## Спосіб життя
Це демерсальні риби. Зустрічаються тільки на піщаних ґрунтах. Днем проводять час, зарившись у пісок. Ведуть нічний спосіб життя, але зголоднівши, вилазять з піску при світлі. За допомогою черевних плавців здатні пересуватися піщаним дном. Живляться переважно дрібними безхребетними, у меншій мірі детритом і деякими водоростями. Для цього просівають пісок на наявність мікроорганізмів й безхребетних.

## Розповсюдження
Мешкають у басейнах річок Амазонка, Уругвай, Парагвай і Парана.

## Тримання в акваріумі
Потрібен акваріум заввишки 30-35 см, ємністю від 100 літрів. На дно насипають дрібний пісок жовтого кольору шаром 4-5 см. Декорації для сомиків не потрібні, але щоб акваріум не виглядав бідно, можна помістити в нього декілька невеликих корчів. У рослинах необхідності немає. Можна кілька кущиків посадити уздовж заднього скла, але більша частина дна повинна бути вільна від рослинності і декорацій.
Неагресивні риби. Містять групою від 3 особин або поодинці. Сусідами можуть бути будь-які невеликі риби. Донних риб із краще виключити, оскільки вони будуть турбувати сомиків. Корчі вони не шкребуть. Годують в неволі сомів живим харчем — дрібним мотилем, трубковиком, також вживають в їжу дрібні частинки фаршу з морепродуктів. До рослинної їжі байдужі, але як детрит сомам дають розмоклі таблетки для рослиноїдних риб. З технічних засобів знадобиться внутрішній фільтр середньої потужності для створення помірної течії, компресор. Температура утримання повинна становити 22-26 °C.

## Види
- Pseudohemiodon amazonus
- Pseudohemiodon apithanos
- Pseudohemiodon devincenzii
- Pseudohemiodon laminus
- Pseudohemiodon laticeps
- Pseudohemiodon platycephalus
- Pseudohemiodon thorectes